# Peberholm
Peberholm er en 4 kilometer lang og 400 meter bred kunstig ø anlagt 1 km syd for Saltholm i Øresund. Arealet er 130 hektar. Øen er ubeboet. Peberholm er en del af Tårnby Kommune. Peberholm blev anlagt i 1995 til brug for Øresundsforbindelsen mellem Amager og Skåne, idet øen skulle danne forbindelse mellem tunnelen under Drogden-renden (Øresundstunnelen) i vest og højbroen i øst. Peberholm blev bygget ved hjælp af materiale, der blev tilovers ved kompensationsafgravningerne under etableringen af den faste forbindelse. Den blev bygget ved at fylde materiale fra havbunden ind bag et langt stendige. Byggeriet blev afsluttet i 1996. 
Navnet Peberholm er dannet analogt med Saltholm (efter en konkurrence i dagbladet Politiken). Peberholm som betegnelse for Saltholms nye nabo nævnes i Berlingske Tidende den 19/6 1996 i artiklen "Ekstra ø sprøjtes i Øresund" samt i artiklen "Rapport fra en peberholm" den 4/8 s.å.  
På øen er anlagt en station, der gør det muligt for tog at passere fra det ene spor til det andet. Overgang mellem den svenske (tekniske) del af jernbaneforbindelsen til den danske sker ved Peberholms vestlige stationsgrænse. Dansk og svensk signalsystem er sammenkoblet, således at den tekniske grænse kan passeres af tog uden standsning.
På grund af sikkerhedskravene tillader Øresundsforbindelsen ikke at turister besøger øen. 

## Natur
Ud over at være en fast støtte for Øresundsforbindelsen er Peberholm også et naturligt eksperiment. Der bliver ikke sået græs eller andre vækster på øen, og det er meningen, at plantevæksten skal ske ved naturlig spredning af frø. De første buske som pil, birk og havtorn er her allerede.
Øen er således under stadig overvågning af biologer. For at muliggøre et hurtigt indtog af planter har man brudt øens vandrette overflade ved at etablere mindre, vandfyldte bassiner samt stenhøfder lavet af sten hentet fra Øresunds bund. To selvdannede søer har tiltrukket vadefugle og ænder.  Om  10-15 år er der på grund af en langsom mulddanelse sandsynligvis krat på øen og sangfugle vil få mulighed for at leve der.
Lunds Botaniske Forening havde frem til den 20. juni 2007 opdaget 454 plantearter. I 2010 var der 500 plantearter, 10-12 harer og et ukendt antal mark-, hus- og halsbåndsmus  og i 2011 var der optalt 25 fuglearter. Harerne er vandret over isen fra Saltholm.
I juli 2005 blev der opdaget en edderkop med det latinske navn Tegenaria agrestis på øen. Edderkoppen blev anset for at være yderst sjælden i både Danmark og Sverige og blev første gang opdaget i Norden i Nordjylland i 2002. Siden er den fundet mange steder i landet, og den formodes at være ret almindelig.
I foråret 2021 er der på et ti hektar stort areal  blevet foretaget rydning af buske og småtræer  med det formål at bevare biodiversiteten. Målet er fortsat at tiltrække fugle og planter, der trives i åbne og lyse områder. To år efter rydningen viser opgørelserne en positiv effekt på især fuglelivet, hvilket var hovedformålet med de naturplejende indsatser. Der er blandt andet blevet observeret skestorke.